# Oga (półwysep)
Oga (jap. 男鹿半島 Oga-hantō) – półwysep w Japonii, w północnej części wyspy Honsiu, w prefekturze Akita, oblewany przez wody Morza Japońskiego. Obszar półwyspu należy administracyjnie do miasta Oga.

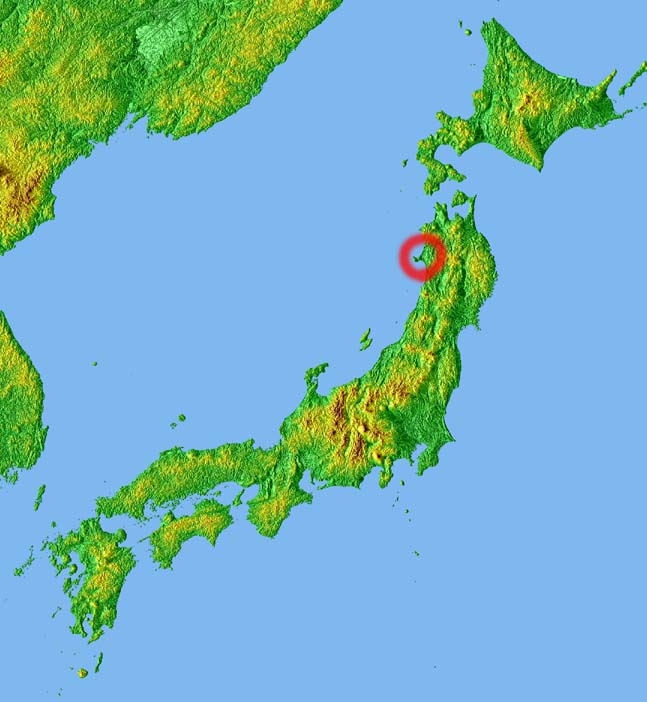
Położenie na mapie

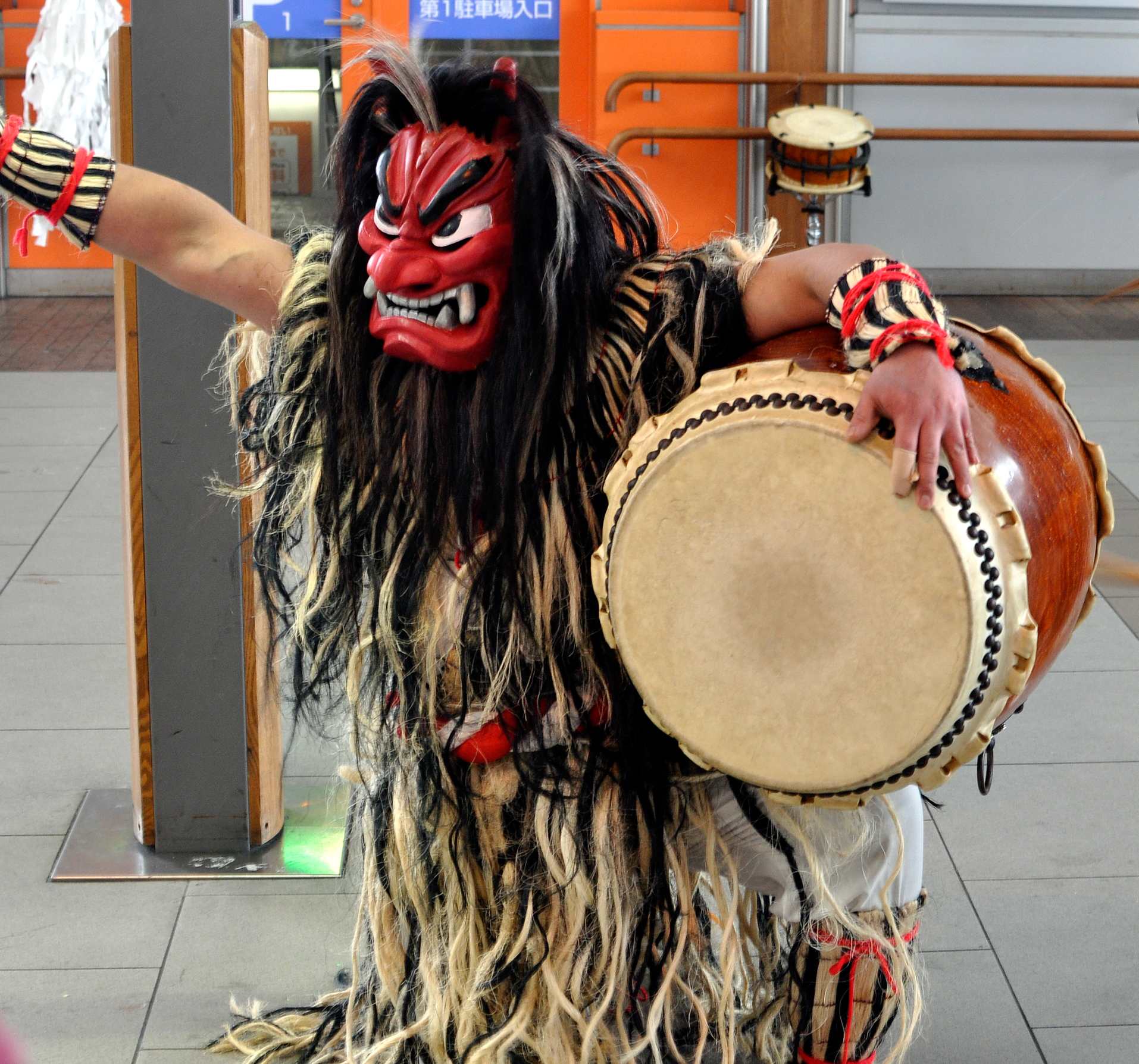
Demon namahage

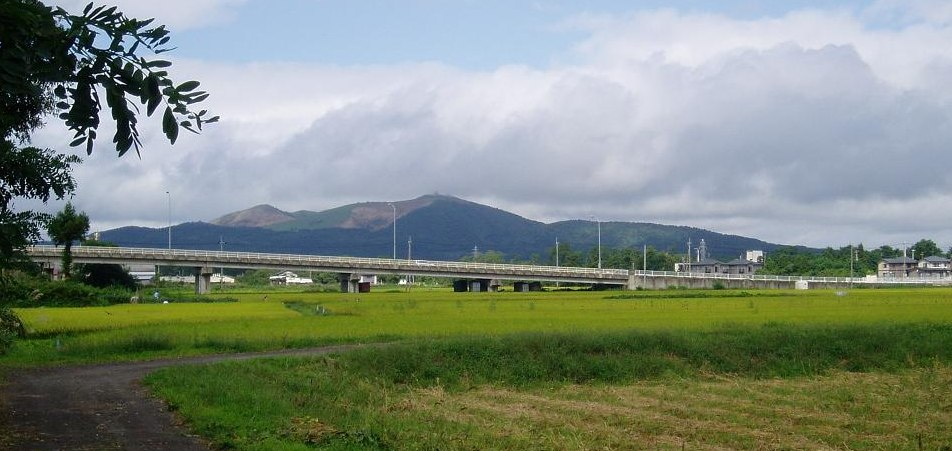
Góra Kanpū, na terenie parku narodowego

Zachodnia część półwyspu była niegdyś wyspą, ale nanoszona przez rzeki ziemia i piasek połączyły ją z lądem wyspy Honsiu. Część wybrzeża o długości ponad 10 km stanowią strome klify.
U nasady półwyspu znajduje się miasto Oga oraz jezioro-laguna Hachirō. Dawniej drugie pod względem wielkości jezioro w Japonii. Najwyższym wzniesieniem półwyspu jest góra Hon (715 m n.p.m.). Natomiast w jego centrum znajduje się porośnięty jedynie trawą stratowulkan Kanpū o wysokości 355 m n.p.m. Na jego szczycie znajduje się obserwatorium, które wykonuje pełny obrót w ciągu siedmiu minut. Widoczny jest stamtąd cały półwysep.
Część obszaru półwyspu jest objęta ochroną przez Quasi-Park Narodowy Oga.
Półwysep słynie z odbywającego się tu w ostatni dzień roku tradycyjnego Festiwalu Namahage. Młodzi ludzie przebierają się za diabły, zakładając wielkie maski (czerwona symbolizuje męskiego demona, niebieska – żeńskiego) i płaszcze ze słomy. W każdej wiosce maski są inne. Trzymając w rękach drewniane noże i wiadra, tańczą i odwiedzają kolejne domostwa. Upominają leni, wypędzają złe duchy z intencją zapobiegania nieszczęściom. Szukają także nowych członków lokalnej społeczności, jak młode żony i dzieci. Próbują ich nakłaniać do ciężkiej pracy i posłuszeństwa wobec rodziców. Wydają okrzyki: „Czy tu jakieś dzieci płaczą?”; „Czy dzieci słuchają swoich rodziców?” ; „Czy leniwe synowe zaniedbują swoją pracę?”. Aby ułagodzić napastliwość demonów, głowy rodzin oferują im sake i ciastka ryżowe mochi. Udobruchane gościnnością, diabły opuszczają dom, życząc dobrego zdrowia, bogatych połowów i zbiorów w nowym roku.
W centralnej części półwyspu znajduje się Muzeum Namahage.
Popularność obrzędów namahage spowodowała, że w 1964 r. połączono je z shintoistycznym rytuałem „Saitōsai”, który odbywał się w dniu 3 stycznia w chramie Shinzan w Kitaura. To wspólne święto, o nazwie Namahage Sedo Festival, jest obchodzone co roku w drugi piątek, sobotę i niedzielę lutego.
Na półwyspie znajdują się liczne źródła termalne (onseny).